# جن مورای
جن مورای (انگلیسی: Jenn Murray؛ زادهٔ ۱ آوریل) یک هنرپیشه اهل بریتانیا است.
از فیلم‌ها یا برنامه‌های تلویزیونی که وی در آن نقش داشته است می‌توان به عهد جوانی، جانوران شگفت‌انگیز و زیستگاه آن‌ها و عشق و دوستی اشاره کرد.